# Club Social y Deportivo América del Sud
El Club Social y Deportivo América del Sud es una institución deportiva argentina fundada el 20 de diciembre de 1930. Su sede se encuentra en el barrio de Parque Avellaneda, en la ciudad de Buenos Aires. Tiene actividad en futsal, donde participa de la Primera División del Campeonato de Futsal AFA, así como en patín, taekwondo, básquet, natación y gimnasia, entre otras actividades.